# Nauru Volleyball Association
Die Nauru Volleyball Association (NVA) ist der nationale Volleyballverband der Republik Nauru, zuständig für Volleyball sowie Beachvolleyball. Nauru ist seit 1951 Mitglied der Asian Volleyball Confederation (AVC) sowie des Weltverbandes Fédération Internationale de Volleyball (FIVB). Die Verbandsgründung erfolgte im Jahr 1992. Bei den Naoero Games wurde ein Volleyballturnier der Männer und der Frauen ausgetragen. Gemischte Spielfelder für Basketball und Volleyball existieren in Aiwo, Denigomodu (Location), Uaboe, Meneng, Yaren und Buada.
Im Juni 2017 trat Melaney Bill, die bisherige Präsidentin der Nauru Volleyball Association, bei den Vorstandswahlen nicht erneut an. Verbandspräsident ist seither Tilson Ephraim, Vizepräsidentin ist Mesha’h Denuga, als Generalsekretär fungiert Alpha Gwein Jose.